# I cani spaccano! I gatti rompono
I cani spaccano! I gatti rompono è una sitcom statunitense trasmessa su Disney Channel che parla di un programma condotto da Stan, star di Dog with a Blog, e Meghan, un gatto grigio a pelo lungo. Il programma è una raccolta di video di animali divertenti. La serie va in onda negli USA dal febbraio 2014 mentre in Italia dal 28 luglio 2014.

## Trama
La serie parla di uno show, I cani spaccano! I gatti rompono, dove Stan è il conduttore e Meghan è lo stage manager. Il programma inizia con gli spettatori (cani) che abbaiano per salutare Stan (a volte accompagnato da Robert) e Meghan. Vengono mostrati 3 video divertenti su degli animali commentati da Stan. Poi, fa vedere un video su un gatto che fa una figuraccia, facendo infastidire Meghan. Alla fine, Stan cerca di far rallegrare Meghan facendole salutare il pubblico.

## Episodi
| Stagione       | Episodi | Prima TV USA | Prima TV Italia |
| -------------- | ------- | ------------ | --------------- |
| Prima stagione | 10      | 2014         | 2014            |

## Lista degli episodi
| N° | Titolo Originale     | Titolo Italiano                     | Prima TV USA  | Prima TV Italia |
| -- | -------------------- | ----------------------------------- | ------------- | --------------- |
| 1  | Awesome Dog Athletes |                                     | 13 marzo 2014 | 2014            |
| 2  | Heroic Hound         | Pagella, arrampicatore, pesce gatto |               | 28 luglio 2014  |
| 3  | Dogs Got Talent      |                                     |               | 2014            |
| 4  | Dogs vs. Cats        |                                     |               | 2014            |
| 5  | Snack Time           | Lettere dai fan                     |               | 31 luglio 2014  |
| 6  | Stan's Fan Club      |                                     |               | 2014            |
| 7  | Bears in Hammock     | Colazione, orsi, acqua              |               | 30 luglio 2014  |
| 8  | Tough Dogs           | Corsa, granchio, fuga               |               | 1º agosto 2014  |
| 9  | High Diving Penguin  | Aria, pinguino, gatto da riporto    |               | 29 luglio 2014  |
| 10 | Pool Table Pup       |                                     |               | 2014            |

## Personaggi
- Stan, interpretato da Mick e doppiato da Stephen Full e da Alessandro Quarta,
È la star di Dog With A Blog, ed è un cane che ha la capacità di parlare. Odia i gatti.
- Megan,
È un gatto grigio a pelo lungo che odia quando Stan ride per i video imbarazzanti sui gatti.
- Robert,
È una scimmietta di peluche che Stan adora e saluta all'inizio dello show. A volte è tra le braccia del cane.